# Open de Suède Vargarda
La UCI WWT Vårgårda West Sweden è una competizione femminile di ciclismo su strada che si disputa annualmente nel comune di Vårgårda, in Svezia. Prevede lo svolgimento di due gare, di cui una corsa in linea e una corsa cronometro a squadre, entrambe parte del calendario dell'UCI Women's World Tour.

## Storia
La gara in linea si tenne per la prima volta nel 2006, la cronometro a squadre nacque invece nel 2008. Sin dall'anno della fondazione entrambe le prove sono state inserite nel calendario della Coppa del mondo di ciclismo su strada femminile. Nel 2016, con la nascita del Women's World Tour, le due gare sono confluite nel nuovo circuito.

## Albo d'oro

### Gara in linea
Aggiornato all'edizione 2022.
| Anno      | Vincitrice                                       | Seconda                                          | Terza                                            |
| --------- | ------------------------------------------------ | ------------------------------------------------ | ------------------------------------------------ |
| 2006      | Susanne Ljungskog                                | Nicole Cooke                                     | Monica Holler                                    |
| 2007      | Chantal Beltman                                  | Karin Thürig                                     | Noemi Cantele                                    |
| 2008      | Kori Seehafer                                    | Kimberly Anderson                                | Charlotte Becker                                 |
| 2009      | Marianne Vos                                     | Kirsten Wild                                     | Emma Johansson                                   |
| 2010      | Kirsten Wild                                     | Adrie Visser                                     | Emma Johansson                                   |
| 2011      | Annemiek van Vleuten                             | Ellen van Dijk                                   | Noemi Cantele                                    |
| 2012      | Iris Slappendel                                  | Hanka Kupfernagel                                | Marianne Vos                                     |
| 2013      | Marianne Vos                                     | Emma Johansson                                   | Amy Pieters                                      |
| 2014      | Chantal Blaak                                    | Amy Pieters                                      | Roxane Knetemann                                 |
| 2015      | Jolien D'Hoore                                   | Giorgia Bronzini                                 | Lisa Brennauer                                   |
| 2016      | Emilia Fahlin                                    | Lotta Lepistö                                    | Chantal Blaak                                    |
| 2017      | Lotta Lepistö                                    | Marianne Vos                                     | Leah Kirchmann                                   |
| 2018      | Marianne Vos                                     | Kirsten Wild                                     | Lotta Lepistö                                    |
| 2019      | Marta Bastianelli                                | Marianne Vos                                     | Lorena Wiebes                                    |
| 2020-2021 | non disputata a causa della pandemia di COVID-19 | non disputata a causa della pandemia di COVID-19 | non disputata a causa della pandemia di COVID-19 |
| 2022      | Audrey Cordon-Ragot                              | Pfeiffer Georgi                                  | Valerie Demey                                    |

### Cronometro a squadre
Aggiornato all'edizione 2022.
| Anno      | Vincitrice                                                                              | Seconda                                                                                      | Terza                                                                                                 |
| --------- | --------------------------------------------------------------------------------------- | -------------------------------------------------------------------------------------------- | --- |
| 2008      | Cervélo-Lifeforce Pro Cycling Team Doppmann, Thürig, Soeder, Ryan                       | Team Columbia Women Villumsen, Teutenberg, Rhodes, Anderson                                  | Equipe Nürnberger Versicherung Cha. Becker, de Goede, Chr. Becker, Lindberg                           |
| 2009      | Cervélo TestTeam Women Armstrong, Bruins, Ryan, Soeder, Wild, Düster                    | Team Columbia Women Anderson, Beltman, Fahlin, Teutenberg, van Dijk, Villumsen               | Team Flexpoint Ljungskog, Melchers, Gunnewijk, Markerink, Schmidt, Slappendel                         |
| 2010      | Cervélo TestTeam Women Becker, Bruins, Slappendel, Wild                                 | Team HTC-Columbia Women Arndt, van Dijk, Visser, Villumsen                                   | Team Nederland Bloeit de Vocht, Gunnewijk, van Vleuten, Vos                                           |
| 2011      | HTC-Highroad Women Arndt, Becker, van Dijk, Neben                                       | AA Drink-Leontien.nl Brand, Villumsen, Wild, Worrack                                         | Team Garmin-Cervélo Women Armitstead, Cantele, Laws, Pooley, Slappendel                               |
| 2012      | Specialized-Lululemon Becker, van Dijk, Neben, Stevens, Teutenberg, Worrack             | Orica-AIS Arndt, Gillow, Häusler, Gunnewijk, Rhodes, Villumsen                               | Stichting Rabo Women Cycling Team Antošina, De Vocht, de Jong, Knetemann, Slappendel, Vos             |
| 2013      | Specialized-Lululemon Brennauer, Stevens, van Dijk, Worrack                             | Rabobank Women Cycling Team Brand, de Jong, van Vleuten, Vos                                 | Orica-AIS Gillow, Hoskins, Johansson, Spratt                                                          |
| 2014      | Specialized-Lululemon Blaak, Brennauer, Canuel, Small, Stevens, Worrack                 | Rabo-Liv Women Cycling Team Brand, van der Breggen, de Jong, Knetemann, van Vleuten, Vos     | Boels-Dolmans Cycling Team Armitstead, Guarnier, Kasper, Majerus, Pawłowska, van Dijk                 |
| 2015      | Rabo-Liv Women Cycling Team Brand, van der Breggen, Gillow, de Jong                     | Velocio-SRAM Amjaljusik, Brennauer, Canuel, Worrack                                          | Boels-Dolmans Cycling Team Armitstead, Blaak, Majerus, Stevens                                        |
| 2016      | Boels-Dolmans Cycling Team Armitstead, Blaak, Canuel, van Dijk, Pawłowska, Stevens      | Cervélo-Bigla Pro Cycling Team Hanselmann, Klein, Lepistö, Moolman-Pasio, Numainville, Pohl  | Rabo-Liv Women Cycling Team van der Breggen, Gillow, Knetemann, Koster, Tenniglo, Vos                 |
| 2017      | Boels-Dolmans Cycling Team Blaak, van der Breggen, Canuel, Dideriksen, Majerus, Pieters | Cervélo-Bigla Pro Cycling Team Hanselmann, Klein, Koppenburg, Lepistö, Ludwig, Moolman-Pasio | Canyon-SRAM Racing Barnes, Brennauer, Cecchini, Kröger, Ryan, Worrack                                 |
| 2018      | Boels-Dolmans Cycling Team Blaak, van der Breggen, Canuel, Dideriksen, Majerus, Pieters | Team Sunweb Brand, Kirchmann, Labous, Mackaij, Mathiesen, Rivera                             | Cervélo-Bigla Pro Cycling Team Duyck, Koppenburg, Lepistö, Ludwig, Moolman-Pasio, Norsgaard Jørgensen |
| 2019      | Trek-Segafredo Cordon-Ragot, van Dijk, Longo Borghini, Wiles, Winder, Worrack           | Canyon-SRAM Racing Amjaljusik, A. Barnes, H. Barnes, Cecchini, Klein                         | Team Sunweb Brand, Kirchmann, Labous, Mackaij, Mathiesen, Rivera                                      |
| 2020-2021 | non disputata a causa della pandemia di COVID-19                                        | non disputata a causa della pandemia di COVID-19                                             | non disputata a causa della pandemia di COVID-19                                                      |
| 2022      | Trek-Segafredo van Anrooij, Cordon-Ragot, Dideriksen, van Dijk, Hanson, Hosking         | Team SD Worx van den Broek-Blaak, Cecchini, Majerus, Vas, Vollering                          | Team DSM Barale, Georgi, Mackaij, Peperkamp, Uijen, Wiebes                                            |